# Metartjärnen (Arvidsjaurs socken, Lappland, 726559-167200)
Metartjärnen är en sjö i Arvidsjaurs kommun i Lappland och ingår i Byskeälvens huvudavrinningsområde.